# Чехословакия на Играх доброй воли
Чехословакия принимала участие в летних Играх доброй воли 1986 и 1990 годов. Затем, после «бархатного развода» Чехословакии в 1993 году, на Играх стали выступать команды отдельных стран — Чехии и Словакии.
На всех Играх спортивные делегации Чехословакии завоевали всего 11 медалей, из них 1 золотую.

## Медальный зачёт

### Медали на летних Играх
| Игры        | Золото | Серебро | Бронза | Всего | Место |
| Москва 1986 | 0      | 9       | 1      | 10    | 14    |
| Сиэтл 1990  | 1      | 0       | 0      | 1     | 21    |
| Всего       | 1      | 9       | 1      | 11    |       |